# اوپی
اوپی (به انگلیسی: Opis) (به یونانی: Ὦπις) (به اکدی: Upî ،Upija) یکی از شهرهای بابِل نزدیک رودخانهٔ دجله است. این شهر فاصلهٔ چندانی از بغدادِ امروزی ندارد. بر پایهٔ منابع اکدی و یونانی، این شهر در کرانهٔ خاوریِ رود دجله و نزدیکِ رود دیاله واقع شده‌است. در حالی که محل دقیق این شهرِ باستانی برای مدت‌های طولانی قطعی نبود، نقشه‌برداری جغرافیایی از میان‌رودانِ باستان حکایت از این دارد که اوپیس همان تپه‌ای است که امروزه تل الموجلات (یا تلول الموجلیع) نامیده می‌شود و در ۲۰ مایلی جنوب شرقی بغداد و ۴۷ مایلی شمال‌شرقی بابل باستانی است.

## تاریخ
نخستین بار در آغاز هزارهٔ دوم پیش از میلاد بود که نام اوپی ثبت شد. در سدهٔ چهاردهم پیش از میلاد، این شهر مرکز اداریِ ناحیه بابِل بود.
بابلی‌ها یک کانال پادشاهی بین فرات و دجله حفر کردند که در نزدیکی اوپیس به هم می‌پیوست. شاه بابلی نبوکدنضر دوم (۶۰۵–۵۶۲ پیش از میلاد) دیواری طولانی بین رودخانه ساخت تا خود را از حمله احتمالی مادها محافظت کند. این استحکامات تا سمت شرقی رود دجله می‌رسد و در نزدیکی اوپیس تمام می‌شود.
در اکتبر ۵۳۹ پیش از میلاد، لشکر شاه بابلی نبونعید (۵۵۶–۵۳۹ پیش از میلاد) در اوپی از سپاه ایران به رهبری کوروش بزرگ (۵۵۹–۵۳۰ پیش از میلاد) شکست می‌خورد. همزمان جمعیت بومی هم علیه دولت می‌شورد. بدون جنگ بیشتری، کوروش بابل را فتح می‌کند. اوپی در نزدیکی جاده شاهنشاهی قرار گرفته‌است. این جاده، پایتخت سابق ایلام را به آربلا در مرکز سرمین آشوری و سارد، پایتخت لیدی متصل می‌کند.

## فتح مقدونی‌ها
در سپتامبر ۳۳۱ پیش از میلاد، شاه مقدونی، اسکندر کبیر (۳۳۶–۳۲۳ پیش از میلاد) داریوش سوم (۳۳۶–۳۳۰ پیش از میلاد) را در جنگ گوگاملا شکست داد و احتمالاً همزمان با فتح بابل، اوپیس را هم تسخیر کرد. چند سال بعدی، پس از بازگشت اسکندر از هند، لشکر اروپایی‌اش او دوباره در پاییز ۳۲۴ پیش از میلاد، در اوپیس شورید. در یک اقدام زیرکانه جهت همسازی بین مقدونی‌ها و پارسی‌های مطیع‌شان، او در برابر ۹ هزار سربازی پارسی و یونانی در اوپی قسم خورد. در این راستا او با استاتیرا (دختر داریوش) ازدواج کرد و جشن بزرگی برای ازدواج افسران یونانی‌اش با پارسی‌ها و دیگری اشراف‌زادگان شرقی در شوش ترتیب داد. این رخداد، قبل از آمدن او به اوپیس بود.

## دوران هلنی
سلوکوس یکم، نیکاتور (۳۰۶–۲۸۱ پیش از میلاد) یکی از جانشینان اسکندر بود که امپراتوری سلوکی را بنا نهاد و پایتخت سلوکیه را در سمت غربی رود دحله در بین‌النهرین، نزدیک ۱۲ مایلی اوپیس ساخت. شهر هلنیستی سلوکیه به سرعت دیگر شهرهای پیشین میان‌رودان یعنی بابل، سیپار و اوپیس را تحت شعاع قرار داد.
در قرن دوم پیش از میلاد، شاهنشاهی اشکانی، استان‌های شرقی امپراتوری سلوکی را تسخیر کردند. این استان‌ها شامل سلوکیه و اوپی هم بود. هر دو این شهرها به‌طور گسترده تحت شعاع پایتخت جدید پارتی (تیسفون) در بین سلوکیه و اوپی قرار گرفتند.